# Șomajul în rândul absolvenților
Șomajul în rândul absolvenților sau șomajul educat reprezintă șomajul din rândul persoanelor cu o diplomă academică . 

## Istoric
Cercetările  care au fost realizate în acest sens au dovedit că șomajul și supracalificarea din rândul absolvenților reprezintă situații devastatoare din viața lor. O incidență ridicată a oricărui caz menționat anterior demonstrează ineficiența instituțională. De la începutul recesiunii economice din SUA în 2007, un număr tot mai mare de absolvenți nu au putut să își găsească poziții permanente în domeniul preferat. Conform statisticilor, rata șomajului pentru cei care au absolvit facultatea recent a fost mai mare decât toți absolvenții de facultate din ultimul deceniu, ceea ce implică faptul că în ultimii ani a fost mai dificil pentru absolvenți să-și găsească un loc de muncă.   La un an după absolvire, rata șomajului în perioada 2007-2008 a licențiaților a fost de 9%.  Numărul de absolvenți care sunt supracalificați pentru posturile pe care le ocupă este mare. Șomajul educat sau supracalificarea se datorează unei nepotriviri între aspirațiile absolvenților și oportunitățile de angajare disponibile. 
Factorii agravanți ai șomajului sunt: numărul tot mai mare al absolvenților internaționali care concurează pentru un număr inadecvat de locuri de muncă potrivite pentru ei, școlile care nu își păstrează programele de învățământ relevante pentru piața muncii, presiunea din ce în ce mai evidentă asupra școlilor pentru a facilita accesul la educație (care de obicei implică o reducere a calității învățământului), dar și promisiunea făcută studenților potrivit căreia o diplomă este singura cale către un viitor sigur. 

### Investiție de risc
Cursurile universitare costă mii de dolari pe semestru, fără a include materialele de studiu, cărțile, chiria și consilierea. În ultimii treizeci de ani, școlarizarea a crescut cu 1.120 la sută.  Studenților li s-a dat impresia că angajatorii caută oameni care, prin teste și note, demonstrează că sunt oameni cu performanțe înalte. În multe sondaje recente, s-a dovedit contrariul. Angajatorii caută oameni care au învățat să lucreze bine cu ceilalți și au dobândit competențe de comunicare semnificative, precum și abilități de gândire critică.  Absolvenții nu satisfac nevoile angajatorilor. De asemenea, studenții se străduiesc să își plătească împrumuturile pentru studenți. Fără locul de muncă necesar și dorit, absolvenții acumulează datorii, încercând din greu să-și plătească împrumuturile. 15% dintre studenții debitori nu mai plătesc încă din primii trei ani de rambursare.  Mulți se întorc să locuiască cu părinții și muncesc mai multe slujbe cu normă redusă. Împrumuturile variază de la douăzeci la treizeci de mii de dolari.  Învățământul superior devine o investiție în urma căreia studenții se așteaptă să găsească un loc de muncă cu venituri suficiente pentru a-și plăti împrumuturile în timp util. Totuși, studenții trebuie să analizeze dacă această investiție este una benefică sau nu și dacă va contribui la avansarea în carieră pe termen lung. 

## Șomajul în rândul absolvenților după țară

### Statele Unite
În iunie 2013, 11,8 milioane de persoane erau șomeri, ceea ce plasa rata șomajului la 7,6%. Situația economiei reprezintă un factor major care contribuie la aceste numere. În iunie 2001, rata șomajului era de 4,6%  După data de 9 septembrie 2001, rata șomajului a atins brusc 5,7% în luna noiembrie a aceluiași an, iar în anul 2009 a crescut drastic, ajungând la 10% în luna octombrie.  În septembrie 2015, Ministerul Muncii a declarat că rata șomajului era de 5,1%.  Cu toate acestea, unii economiști contestă acest lucru, susținând că șomajul este mult mai mare din cauza numărului de persoane care au încetat să-și caute locuri de muncă.  Lipsa locurilor de muncă disponibile și a competențelor dorite de angajatori încep să se dovedească a fi o altă cauză majoră a șomajului în rândul absolvenților din SUA Aceștia termină școala cu o diplomă și un set de cunoștințe, dar încă nu au experiența de lucru necesară pentru a impresiona angajatorii. 

#### Nivelul de educație în Statele Unite pentru cei de peste 25 de ani (2009)
Nivelul de educație      Procentaj
Absolvent de liceu   86.68%
Absolvent al unui colgiu 55.60%
Absolvent de școală post-liceeală și/sau licențiat 38.54%
Absolvent de masterat    7.62%
Absolvent cu doctorat      2.94%

#### Specializarea din facultate în funcție de rata supracalificării
Mai jos sunt specializările din facultăți aranjate în ordine crescătoare în funcție de procentul absolvenților de facultate cu diplomă în domeniul respectiv, care lucrează pe posturi ce nu necesită o diplomă universitară. Datele provin de la Banca Rezervelor Federale din New York, Biroul de recensământ al Statelor Unite și Sondajele comunității americane . Notă: Rata șomajului și a supracalificării sunt pentru absolvenții de faultate din ultimii ani (cu vârste cuprinse între 22 și 27 de ani). 
| Specializarea din facultate                  | Rata șomajului | Rata supracalificării | Salariul mediu la începutul carierei | Salariul mediu la mijlocul carierei | Acționar cu diplomă de absolvent |
| -------------------------------------------- | -------------- | --------------------- | ------------------------------------ | ----------------------------------- | -------------------------------- |
| Rata la nivel național                       | 4.4%           | 8.5%                  | N/A                                  | N/A                                 | 11.5%                            |
| Administrarea afacerilor                     | 4.2%           | 59.6%                 | $40,000                              | $65,000                             | 23.3%                            |
| Afaceri                                      | 3.7%           | 56.4%                 | $45,000                              | $70,000                             | 23.8%                            |
| Agricultură                                  | 3.1%           | 53.9%                 | $40,000                              | $60,000                             | 20.8%                            |
| Analiza de afaceri                           | 3.8%           | 37.5%                 | $57,000                              | $88,000                             | 23.8%                            |
| Antropologie                                 | 6.6%           | 59.1%                 | $33,000                              | $57,000                             | 46.9%                            |
| Arhitectură                                  | 4.3%           | 26.6%                 | $45,000                              | $75,000                             | 37.4%                            |
| Artă comercială și design grafic             | 4.9%           | 36.2%                 | $40,000                              | $60,000                             | 10.9%                            |
| Arte frumoase                                | 5.6%           | 58.4%                 | $33,500                              | $55,000                             | 22.5%                            |
| Arte liberale                                | 6.7%           | 58.4%                 | $33,400                              | $60,000                             | 27.8%                            |
| Artele spetacolului                          | 3.7%           | 65.7%                 | $30,000                              | $58,000                             | 37.6%                            |
| Asistență                                    | 2.0%           | 11.4%                 | $50,000                              | $70,000                             | 26.4%                            |
| Asistență medicală                           | 3.1%           | 45.7%                 | $36,000                              | $55,000                             | 52.5%                            |
| Asistență socială                            | 3.5%           | 31.5%                 | $31,300                              | $44,200                             | 47.4%                            |
| Biochimie                                    | 3.1%           | 33.5%                 | $40,000                              | $75,000                             | 70.8%                            |
| Biologie                                     | 4.6%           | 44.6%                 | $35,000                              | $65,000                             | 63.2%                            |
| Chimie                                       | 3.9%           | 35.4%                 | $41,000                              | $74,000                             | 65.0%                            |
| Comunicare                                   | 3.9%           | 53.0%                 | $40,000                              | $70,000                             | 23.3%                            |
| Construcții                                  | 6.1%           | 34.0%                 | $56,000                              | $85,000                             | 10.4%                            |
| Contabilitate                                | 2.8%           | 23.0%                 | $50,000                              | $72,000                             | 28.7%                            |
| Diverse din domeniul educației               | 1.2%           | 17.5%                 | $37,000                              | $48,000                             | 55.3%                            |
| Diverse din domeniul ingineriei              | 4.3%           | 29.4%                 | $60,000                              | $85,000                             | 44.1%                            |
| Diverse din domeniul științelor biologice    | 3.9%           | 46.5%                 | $35,000                              | $60,000                             | 60.4%                            |
| Diverse din domeniul științelor fizice       | 4.0%           | 35.9%                 | $46,000                              | $75,000                             | 56.2%                            |
| Diverse din domeniul tehnologiei             | 6.4%           | 58.0%                 | $37,000                              | $72,000                             | 16.8%                            |
| Educație generală                            | 1.7%           | 22.2%                 | $36,000                              | $45,000                             | 47.4%                            |
| Electrotehnică                               | 4.6%           | 22.3%                 | $65,000                              | $100,000                            | 44.8%                            |
| Farmacie                                     | 3.7%           | 28.7%                 | $40,000                              | $115,000                            | 58.8%                            |
| Filosofie                                    | 6.2%           | 50.9%                 | $36,000                              | $62,000                             | 57.3%                            |
| Finanțe                                      | 3.5%           | 37.0%                 | $52,000                              | $85,000                             | 30.5%                            |
| Fizică                                       | 5.3%           | 31.7%                 | $48,500                              | $94,000                             | 68.9%                            |
| Geografie                                    | 5.0%           | 33.5%                 | $42,000                              | $70,000                             | 34.4%                            |
| Informatică                                  | 4.7%           | 23.5%                 | $62,000                              | $95,000                             | 32.3%                            |
| Inginerie aerospațială                       | 4.1%           | 26.8%                 | $64,000                              | $100,000                            | 52.9%                            |
| Ingineria calculatoarelor                    | 2.5%           | 20.1%                 | $65,000                              | $106,000                            | 39.9%                            |
| Inginerie chimică                            | 2.6%           | 21.6%                 | $68,000                              | $103,000                            | 48.8%                            |
| Inginerie civilă                             | 1.9%           | 17.5%                 | $60,000                              | $90,000                             | 37.7%                            |
| Inginerie generală                           | 5.0%           | 23.5%                 | $60,000                              | $88,000                             | 36.2%                            |
| Inginerie industrială                        | 3.4%           | 17.3%                 | $64,000                              | $87,000                             | 39.7%                            |
| Inginerie mecanică                           | 4.3%           | 21.0%                 | $63,000                              | $98,000                             | 41.0%                            |
| Inginerie tehnică                            | 5.3%           | 40.9%                 | $50,000                              | $80,000                             | 24.3%                            |
| Istoria artei                                | 3.8%           | 56.5%                 | $38,900                              | $60,000                             | 42.2%                            |
| Istorie                                      | 4.1%           | 53.1%                 | $36,000                              | $66,000                             | 49.4%                            |
| Învățământ gimnazial                         | 2.3%           | 23.5%                 | $38,000                              | $50,000                             | 48.4%                            |
| Învățământ pentru persoane cu nevoi speciale | 2.9%           | 16.2%                 | $37,000                              | $45,000                             | 60.8%                            |
| Învățământ preșcolar                         | 1.7%           | 19.2%                 | $32,100                              | $41,000                             | 38.2%                            |
| Învățământ primar                            | 1.9%           | 15.9%                 | $35,000                              | $43,000                             | 47.0%                            |
| Jurnalism                                    | 3.7%           | 42.5%                 | $38,000                              | $65,000                             | 25.3%                            |
| Justiție                                     | 4.1%           | 73.2%                 | $37,000                              | $60,000                             | 22.2%                            |
| Limba engleză                                | 5.3%           | 50.6%                 | $35,000                              | $60,000                             | 45.5%                            |
| Limbi străine                                | 4.2%           | 46.2%                 | $35,000                              | $60,000                             | 50.0%                            |
| Marketing                                    | 3.0%           | 52.7%                 | $42,000                              | $74,000                             | 16.9%                            |
| Matematică                                   | 5.8%           | 30.6%                 | $50,000                              | $80,000                             | 52.2%                            |
| Mass media                                   | 7.8%           | 55.2%                 | $35,000                              | $60,000                             | 18.3%                            |
| Politică publică și drept                    | 1.7%           | 62.8%                 | $40,000                              | $60,000                             | 44.8%                            |
| Psihologie                                   | 4.1%           | 49.7%                 | $34,000                              | $56,000                             | 50.3%                            |
| Publicitate și relații cu publicul           | 3.7%           | 47.7%                 | $40,000                              | $72,000                             | 18.3%                            |
| Relații internaționale                       | 4.7%           | 49.7%                 | $45,000                              | $75,000                             | 42.6%                            |
| Relaxare și ospitalitate                     | 3.7%           | 63.0%                 | $34,200                              | $58,000                             | 30.2%                            |
| Sistemul informatic și managementul acestuia | 5.0%           | 38.1%                 | $50,000                              | $75,000                             | 24.0%                            |
| Sociologie                                   | 3.9%           | 56.0%                 | $34,600                              | $56,000                             | 35.2%                            |
| Studii de mediu                              | 4.6%           | 49.3%                 | $36,000                              | $65,000                             | 32.2%                            |
| Studii etnice                                | 5.7%           | 50.1%                 | $38,000                              | $57,000                             | 49.4%                            |
| Studii interdisciplinare                     | 4.6%           | 48.0%                 | $38,000                              | $61,000                             | 36.5%                            |
| Științe economice                            | 4.1%           | 39.8%                 | $55,000                              | $90,000                             | 42.2%                            |
| Științe nutriționale                         | 5.8%           | 47.9%                 | $35,000                              | $54,000                             | 46.4%                            |
| Științe politice                             | 4.2%           | 51.5%                 | $42,000                              | $75,000                             | 51.7%                            |
| Științe sociale generale                     | 4.6%           | 52.3%                 | $36,000                              | $60,000                             | 37.9%                            |
| Științele familiei și consumatorului         | 4.3%           | 44.6%                 | $32,000                              | $50,000                             | 32.5%                            |
| Științele pământului                         | 5.3%           | 43.1%                 | $40,000                              | $65,000                             | 46.1%                            |
| Tehnică medicală                             | 1.0%           | 50.9%                 | $42,600                              | $64,000                             | 24.3%                            |
| Teologie și religie                          | 1.0%           | 46.9%                 | $32,000                              | $49,000                             | 42.2%                            |
| Tratament medical                            | 3.2%           | 33.0%                 | $36,000                              | $67,000                             | 45.1%                            |
| Zoologie and bontanică                       | 3.0%           | 57.4%                 | $35,000                              | $60,000                             | 34.8%                            |
| Total                                        | 3.9%           | 42.9%                 | $40,000                              | $68,000                             | 37.5%                            |

### Canada
O evaluare a pieței de muncă din 2016 condusă de către Biroul ofițerului parlamentar pentru buget a raportat că rata de supracalificare a studenților cu vârsta de sub 35 de ani a crescut de la 32% în 1991, la 39% în 2015. Până în anul 2006, rata echivalentă pentru absolvenții de facultate a fost similară. De atunci, a scăzut la 33%. 
Un studiu realizat în 2017 de Agenția națională de statistică din Canada a arătat că mai mult de 24% dintre studenții cu diplomă de licență în domeniul artelor, științelor umaniste, științelor sociale și științelor comportamentale, atât bărbați, cât și femei, ocupă posturi pentru care sunt supracalificați. În asistență medicală, inginerie, educație și formare, informatică și știința informației, această rată este mai mică de 8%. 
Un studiu din 2015 realizat de Societatea Inginerilor Profesioniști din Ontario a constatat că aproximativ două treimi din licențiații în inginerie canadieni nu au fost angajați ca ingineri sau pe posturi din acest domeniu, existând un decalaj salarial substanțial între cei angajați în inginerie și cei angajați în altă parte. 

### Australia
Un studiu realizat în anul 2017 de către Comisia de productivitate a constatat că 20% dintre absolvenți lucrează cu normă redusă, în timp ce 26% lucrează cu normă întreagă, dar consideră că ocupă posturi pentru care sunt supracalificați.  

### China
Piața muncii absolvenților din China are multe în comun cu cea a altor țări. Creștere recentă a șomajului în rândul absolvenților chinezi are legătură cu o serie de lucruri. Un aspect important reprezintă elaborarea de politici educaționale și dezvoltarea economică a Chinei, precum și reformele din domeniul economic și al învățământului superior. Recent, creșterea anuală a numărului de absolvenți a fost estimată la 7.270.000 de persoane pentru anul 2014. Rata șomajului în rândul tinerilor absolvenți părea că ar trebui să conducă în mod logic la o retragere a studenților din învățământul superior.  La o creștere anuală de 8%, piața muncii din China va genera aproximativ opt milioane de locuri de muncă, dar acestea sunt în principal în producție și necesită un nivel scăzut de calificări.  Această înscriere în creștere a făcut ca ocuparea forței de muncă să fie o problemă și o provocare serioasă pentru China. Dacă includem și absolvenții care nu au fost angajați anul trecut, numărul absolvenților șomeri poate ajunge la 8.100.000. Cu toate acestea, în prima jumătate a anului 2014, 67.000 de afaceri private din China au eșuat. Aceste afaceri au angajat în anul 2011 34,2% dintre absolvenți. 
În 2013, s-a estimat că cel puțin 600.000 de absolvenți din anul precedent încă nu și-au găsit un loc de muncă. Aici se adaugă și cei aproximativ 7 milioane de studenți care renunțau la facultate din dorința de a intra imediat pe piața muncii.  Studiul Raportul pentru ocuparea forței de muncă a studenților chinezi pentru anul 2010 (2010 Chinese College Students Employment Report) a numit cele 15 profesii care au avut cele mai mari procente de șomaj din China. Sondajul a afirmat că, între anii 2007 și 2009, adică timp de trei ani consecutiv, absolvenții de drept au avut una dintre cele mai mari rate de șomaj din rândul licențiaților. În ultimii trei ani, rata șomajului a fost ridicată și în domeniul informaticii, dar și cel al tehnologiei. În multe dintre universitățile din China, profesiile cu predare în limba engleză au avut un nivel ridicat al șomajului  Această tendință avea încă loc și în perioada 2010-2013. 

#### Schiță istorică

##### Elaborarea de politici educaționale
Din anul 1900 până în 1911, China a abolit sistemul de concurs pentru ocuparea unei funcții publice și a instituit un sistem modern de școlarizare bazat pe modelele occidentale . 
- În 1922, China a adoptat modelul american, iar acesta a dominat sistemul chinez de învățământ superior până în 1949.
- În 1952, toate instituțiile de învățământ superior au fost aduse sub jurisdicția guvernului comunist, iar modelul sovietic a fost adoptat pentru a restructura sistemul de învățământ superior al Chinei, astfel încât să satisfacă nevoile de forță de muncă pentru construirea unei Chine socialiste.
- În 1958, China a făcut prima sa încercare de a extinde sectorul învățământului superior prin construirea a mai mult de 23.500 de colegii unde se lucra, dar se și studia după ore, pentru a face posibil planul ambițios de creștere economică - așa-numitul Mare Salt Înainte pentru construcția socialismului.
- După 1978, odată cu sfârșitul Revoluției culturale din 1966–76, China și-a restabilit sistemul de învățământ superior. De asemenea, a implementat reforme educaționale odată cu trecerea la o economie socialistă orientată către piață. [27] În 1985, guvernul central și-a anunțat planul de reformă și a demarat un proces de descentralizare care a conferit administrației locale și instituțiilor de învățământ superior o autonomie mai mare. [28]
- În 1993, guvernul a lansat alte măsuri de reformă pentru creșterea accesibilității la învățământul superior, implementând un sistem de „salarizare a utilizatorilor” împreună cu modificări fundamentale în sistemul de alocare a locurilor de muncă.
- Din 1993 până în 1998, învățământul superior s-a dezvoltat pe baza faptului că numerele sunt controlate și limitate, iar calitatea este îmbunătățită. Proporția excesiv de scăzută a studenților din sectorul terțiar a adus un impact negativ asupra creșterii economice a Chinei.
- În 1998, Declarația Conferinței Mondiale privind Învățământul Superior organizată de UNESCO la Paris a făcut ca guvernul chinez să conștientizeze faptul că o creștere rapidă a cifrelor de înmatriculare în învățământul superior ar fi o modalitate de a răspunde nevoilor de deschidere, dar și de a îndeplini cerințele dezvoltării economice și sociale. [29]
- În 1999, guvernul a decis să accelereze ritmul de extindere, iar înscrierile în instituțiile de învățământ superior au crescut dramatic și continuu. Numărul de înscrieri în anul 1999 a fost de 1.678.000, care a crescut cu 47% până în 1998. În 2004, numărul a fost de 4.473.400, cu o rată de 17,05% [1] Numărul studenților a urcat de la 7,23 milioane în 2000, la 9,31 milioane în 2001 și 11,46 milioane în 2002. Cifra din 2004 a indicat de aproape patru ori mai multe înscrieri decât în 1998. [30] Potrivit lui Limin Bai, înființarea proiectului universităților de elită numit „211” folosind sume mari de finanțare guvernamentală, a îngreunat supraviețuirea universităților care nu făceau parte din elită. Acest lucru a provocat o creștere a taxelor de școlarizare și a afectat calitatea învățământului superior, care la rândul său a influențat angajarea absolvenților. [31]

##### Dezvoltarea economică
Începând cu anul 1978, guvernul chinez își reformează economia, trecând de la cea planificată central în stil sovietic, la o economie orientată către piață pentru a crește productivitatea, nivelul de trai, dar și calitatea tehnologică, fără a agrava inflația, șomajul și deficitele bugetare. 
Economia Chinei și-a redobândit ritmul la începutul anilor ’90. Criza financiară asiatică din 1998–99 a influențat economia prin încetinirea creșterii acesteia. Prin urmare, experții au înaintat propuneri către organele de stat pentru a stimula redresarea economică. Aceste propuneri au implicat creșterea numărului de studenți și intensificarea reformei educației ca o modalitate de stimulare a consumului intern. 

##### Rata șomajului în rândul absolvenților
În 2008, rata șomajului în rândul absolvenților a fost mai mare de 30%.  Tot în 2008, rata șomajului absolvenților celor mai bune universități a fost de 10%. 
În 2009, rata de ocupare a forței de muncă în rândul absolvenților cu diplomă de licență a fost în jur de 88%. 
În 2010, rata de ocupare a forței de muncă în rândul absolvenților de facultate a crescut în anul 2009 cu 3,2%, ajungând la 91,2%. 
În 2012, prim-ministrul Zhu a avertizat că o creștere a concurenței externe rezultată în urma aderării Chinei la Organizația Mondială a Comerțului ar putea duce la o dublare a ratei oficiale a șomajului urban în următorii câțiva ani, de la 3,5% la 7% sau, mai exact, la aproximativ 30 de milioane de oameni. 
În 2013, datele publicate de guvernul chinez au indicat că rata șomajului în rândul absolvenților era de 33,6%. 
Potrivit datelor oficiale chineze, în 2014, aproximativ 15% din noii absolvenți sunt încă șomeri la șase luni de la absolvire. Cu toate acestea, Cheng, un profesor de științe politice, afirmă că numărul real al șomajului este de 2,3 milioane, ceea ce înseamnă că, de fapt, rata este de aproximativ 30%. 

##### Rezumat
Înainte de extinderea din 1999, sistemul de învățământ superior din China nu era pregătit pentru o creștere pe scară largă, fiind caracterizat mai degrabă drept o „educație pentru examene”, iar reformele din anii ’90 nu au modificat această însușire. Lipsa diversității în programele de învățământ de la diferite niveluri și în sectoare diferite ale învățământului superior, a determinat faptul că absolvenții nu aveau specialitatea potrivită și flexibilitatea necesară pentru a răspunde cerințelor pieței. Mai mult decât atât, înainte de extinderea din 1999, încă nu se înființase o piață națională a locurilor de muncă. Concentrându-se pe o creștere economică imediată, factorii de decizie politică par să fi luat hotărârea de extindere din 1999 fără a-și crea o imagine de ansamblu a viitoarei structuri a economiei orientate către piață a Chinei, dar și fără să știe în ce sectoare economice ar crește nevoile de forță de muncă. 

##### Disparități regionale
China are o istorie lungă a disparităților regionale și a disparităților dintre zonele urbane și cele rurale. Disparitățile în dezvoltarea economică sunt în paralel cu disparitățile din învățământul superior: universitățile de top, de exemplu, sunt toate situate în regiuni precum Shanghai, Beijing și Shenzhen. Astfel de disparități în educație se reflectă atât în calitate, cât și în cantitate.  Mai mult decât atât, Editura Institutului de sociologie și documentație a științelor sociale (Institute of Sociology and Social Sciences Documentation) a publicat în comun cartea albastră socială intitulată Analiza și predicția situației sociale chineze în 2014 (2014 Chinese Social Situation Analysis),  care a lansat o serie de rapoarte ale sondajelor de muncă bazate pe 1678 de absolvenți din 12 universități.  Așa cum este demonstrat în cartea albastră, la două luni de la absolvire, rata șomajului absolvenților din familiile care provin din mediul rural este mai mare decât a studenților din familiile din zonele urbane, care este de 30,5%. 

##### Măsurile guvernlui pentru rezolvarea acestei problemei
Guvernul chinez a luat anumite măsuri pentru a încerca să rezolve criza și speră că introducerea unor investiții majore în economie va crea locuri de muncă, scăzând o mare parte din presiune. Însă, unii experți estimează că infrastructura de construcții va oferi doar slujbe pentru muncitorii necalificați, de care nu vor beneficia și absolvenții de facultate. 
O altă măsură este stimularea înscrierilor postuniversitare. Ministerul Educației al Republicii Populare Chineze intenționează să extindă înscrierile studenților de masterat cu 5% și doctoranzilor cu 1,7%. Având în vedere numărul în declin al locurilor de muncă, mulți absolvenți aleg să studieze în continuare. Anul acesta aproape 1,25 milioane de licențiați vor susține examenele de admitere postuniversitară. 
Totuși, extinderea înscrierilor postuniversitare nu poate rezolva problema șomajului în rândul absolvenților, oferind doar o ușurare sau amânând presiunea ocupării forței de muncă din prezent. Într-adevăr, în ultimii ani, angajarea absolvenților de master a ridicat unele probleme. O a treia măsură este relocarea absolvenților în zonele rurale. Însă, există un decalaj mare între zonele urbane și cele rurale în ceea ce privește nivelul de dezvoltare, oportunitățile și condițiile de viață. Astfel, majoritatea absolvenților preferă să lucreze în zonele urbane. 
Pentru a-i încuraja să meargă în mediul rural, guvernul a elaborat politici precum tratamentul preferențial, aplicabil în cazul în care, după doi ani de serviciu, absolvenții candidează pentru a deveni funcționari guvernamentali. Acest tratament constă și în adăugarea unor puncte suplimentare la notele de la examenele pentru studiile postuniversitare. Aceste politici nu sunt însă atractive, având în vedere salariile mici pe care absolvenții le câștigă în zonele rurale. 
Ministerul Educației al Republicii Populare Chineze a solicitat recent întreagii societăți, inclusiv chinezilor din diaspora, să contribuie cu idei pentru îmbunătățirea educației. Promovarea educației creative și profesionale a fost propusă drept o modalitate de a oferi noilor absolvenți atât educație creativă, cât și competențe folositoare în câmpul muncii, cu scopul de a răspunde nevoilor pieței și pentru a face față provocărilor unei lumi în schimbare. 
Este posibil ca această abordare să constituie o strategie mai fundamentală care va rezolva, în cele din urmă, problema angajării absolvenților. Totuși, va dura probabil mulți ani pentru ca impactul să devină evident.  Ministerul Educației al Chinei a declarat deja în mod clar că dorește să transforme 600 de universități în universități politehnice, pentru a oferi studenților mai multe programe de învățământ tehnic și cursuri despre angajare, în loc să ofere doar subiecte academice și teoretice. 

##### Critici despre șomajului în rândul absolvenților
Situația de angajare pentru noii absolvenți cu studii superioare este diferită de populația care lucrează în general. Criza șomajului din China reprezintă o investiție care a irosit resurse limitate. Astfel, au fost investite sume mari de bani în educarea absolvenților șomeri, care ar fi putut fi investiți în programe productive de creare de locuri de muncă. Cu număr mare de noi absolvenți, aceștia reușesc cu greu pentru să găsească locuri de muncă pe o piață din ce în ce mai competitivă. Mai mult, tinerii sunt marcați pe viață. Farlie și Kletzer (1999) au estimat că a fi șomer când ești tânăr are ca rezultat câștigarea unui venit mai mic cu 8,4% și, respectiv, 13,0% pentru bărbați, respectiv femei. Între timp, absolvenții au unele așteptări negative sub presiunea de a-și găsi un loc de muncă. Universitatea Normală din Nanjing a făcut un sondaj de opinie în rândul studenților care trebuiau să termine facultatea în 2006 legat de „Atitudinile studenților despre căutarea unui loc de muncă și carieră”. 44,21% au preferat să obțină mai întâi un contract de muncă, luând apoi în considerare să-și găsească un nou loc de muncă, dorindu-și să fie angajați pentru 2 ani în medie.  Acest fenomen nu numai că determină un număr mare de persoane supracalificate pentru pozițiile pe care le ocupă și o cifră de afaceri ridicată pe piața locurilor de muncă, ci și absolvenți care vor avea un nivel mai scăzut de satisfacție la locul de muncă, de implicare la serviciu, dar și de motivație. Evident, aceste probleme vor aduce multe riscuri și pentru angajatori. 
O altă critică importantă este aceea că, de la accelerarea înscrierilor începând cu anul 1999, multe școli, care inițial erau vocaționale, au fost transformate în universități. Acest fapt a dus la o creșterea semnificativă a numărului de universități, ceea ce a rezultat și într-o creștere a absolvenților cu studii universitare. Adevărul este însă că, în ceea ce privește calitatea, educația acestor studenți este adesea chiar mai slabă decât cea a absolvenților de școli profesionale. Motivul constă în faptul că absolvenții de școală profesională au abilități tehnice care adesea le lipsesc absolvenții universitari. Deseori universitățile pun mai mult accentul pe cercetarea academică, decât pe predarea unor abilități practice necesare la locul de muncă, competențe pe care angajatorii le apreciază adesea. Mai mult decât atât, unii angajatori acordă atenție doar absolvenților de la universități de prestigiu, ceea ce duce la scăderea competențelor absolvenților de la facultățile obișnuite. Pentru a rezolva acest lucru, guvernul chinez are în vedere restabilirea acestor așa-numite universități Sanben la ceea ce au fost odată. 

##### Răspunsuri la critici
Este posibil ca rata șomajul în rândul absolvenților să promoveze educația școlară postuniversitară. Jumătate dintre absolvenți iau în considerare participarea la școlile postuniversitare pentru a-și îmbunătăți capacitatea de a căuta locuri de muncă la nivel de expert. Intervențiile guvernamentale sunt concepute pentru a atenua șomajul în rândul absolvenților, prin încurajarea tinerilor care caută locuri de muncă „Să meargă spre vest, să coboare în locul în care patria mamă și oamenii au cea mai mare nevoie de ei”. 
Ziarul China Youth Daily a raportat că unii absolvenți au lucrat ani de zile în satele din Hainan, cea mai sud-estică provincie din China. În 2003, Liga Comunității Tineretului a recrutat peste 50.000 de absolvenți pentru a oferi servicii de voluntariat în educație, îngrijire medicală, agricultură și dezvoltare culturală în provinciile vestice. Pe lângă acordarea unui stipendiu, o circulară a Consiliului de Stat emisă în 2005 le-a promis voluntarilor absolvenți politici preferențiale la testele pentru ocuparea unei funcții publice și la examenele de intrare în programele postuniversitare. Mai mult, absolvenții au avut oportunitatea de a-și desfățura o activitate independentă, întrucât guvernul chinez a lansat politici care au fost formulate cu scopul de a încuraja absolvenții să își construiască propriul viitor.  Cu toate acestea, mulți absolvenți ocupă posturi pentru care sunt supracalificați sau rămân șomeri chiar și după terminarea studiilor postuniversitare.

### Marea Britanie
Un studiu efectuat în anul 2018 de către Serviciul de Carieră pentru Învățământ Superior a descoperit o diversitate de situații în proporția absolvenților care și-au obținut diploma de licență în ultimele șase luni. Unii din ei muncesc cu normă întreagă, alții studiază pentru o diplomă de master. Există, de asemenea, o varietate în proporția absolvenților care sunt angajați pe posturi precum cel de vânzător sau ospătar. Următorul tabel conține date selectate din acest studiu. 
| Specializare                                           | Procentajul celor care lucrează cu normă întreagă în Marea Britanie | Procentajul celor care studiază în continuare | Procentajul celor care lucrează ca ospătari, barmani, comercianți cu amănuntul sau în catering |
| ------------------------------------------------------ | ------------------------------------------------------------------- | --------------------------------------------- | ---------------------------------------------------------------------------------------------- |
| Totalul licențiaților                                  | 55.2                                                                | 16.1                                          | 10.4                                                                                           |
| Economie                                               | 58.0                                                                | 15.2                                          | 6.2                                                                                            |
| Finanțe și contabilitate                               | 60.6                                                                | 9.2                                           | 6.3                                                                                            |
| Management și studiul afacerilor                       | 62.4                                                                | 9.8                                           | 9.8                                                                                            |
| Ospitalitate, relaxare, turism și transport            | 61.8                                                                | 6.9                                           | 13.5                                                                                           |
| Marketing                                              | 70.7                                                                | 6.1                                           | 11.1                                                                                           |
| Arte frumoase                                          | 36.4                                                                | 14.4                                          | 24.2                                                                                           |
| Design                                                 | 56.8                                                                | 5.9                                           | 16.9                                                                                           |
| Studii media                                           | 50.8                                                                | 10.7                                          | 21.1                                                                                           |
| Artele spectacolului                                   | 41.8                                                                | 14.4                                          | 20.6                                                                                           |
| Cinematografie și fotografie                           | 49.3                                                                | 7.0                                           | 19.7                                                                                           |
| Tehnologia informației                                 | 64.0                                                                | 10.3                                          | 7.3                                                                                            |
| Matematică                                             | 47.6                                                                | 25.0                                          | 8.5                                                                                            |
| Arhitectură și managementul proiectelor în construcții | 70.3                                                                | 7.3                                           | 4.4                                                                                            |
| Inginerie civilă                                       | 69.3                                                                | 12.4                                          | 4.2                                                                                            |
| Electrotehnică și inginerie electronică                | 66.6                                                                | 12.2                                          | 6.2                                                                                            |
| Inginerie mecanică                                     | 63.9                                                                | 13.5                                          | 5.7                                                                                            |
| Limba și literatura engleză                            | 40.1                                                                | 24.7                                          | 19.2                                                                                           |
| Istorie                                                | 39.6                                                                | 27.5                                          | 18.5                                                                                           |
| Limbi                                                  | 42.1                                                                | 21.0                                          | 14.4                                                                                           |
| Filosofie                                              | 40.4                                                                | 24.8                                          | 16.1                                                                                           |
| Biologie                                               | 35.5                                                                | 33.4                                          | 19.4                                                                                           |
| Chimie                                                 | 42.8                                                                | 33.2                                          | 11.9                                                                                           |
| Știință fizică șigeografie fizică                      | 44.2                                                                | 26.1                                          | 16.0                                                                                           |
| Fizică                                                 | 38.3                                                                | 36.9                                          | 9.3                                                                                            |
| Sport                                                  | 42.9                                                                | 21.8                                          | 14.0                                                                                           |
| Geografie                                              | 46.1                                                                | 23.0                                          | 16.4                                                                                           |
| Drept                                                  | 38.0                                                                | 32.8                                          | 13.4                                                                                           |
| Psihologie                                             | 40.7                                                                | 22.7                                          | 15.9                                                                                           |
| Sociologie                                             | 45.9                                                                | 20.0                                          | 21.6                                                                                           |
| Științe politice                                       | 45.6                                                                | 24.4                                          | 12.9                                                                                           |

### Europa
Potrivit unui sondaj din 2002 care a evaluat peste 30.000 de absolvenți din 10 țări europene la aproximativ 3-4 ani de la absolvire, doar o mică parte din aceștia, mai exact 10-20% dintre absolvenți se confruntă cu probleme semnificative pe piața muncii sau ajung să aibă slujbe care nu sunt potrivite cu nivelul lor de educație. În Europa există o diferență clară între nord și sud în ceea ce privește tranziția și măsurile obiective ale ocupării forței de muncă. Modelul este mai diferențiat în ceea ce privește utilizarea cunoștințelor acumulate, autoevaluarea în legătură cu poziția ocupată și satisfacția la locul de muncă. 
În 2013, în țările OCDE, cele mai grave rate ale șomajului în rândul absolvenților s-au regăsit în Grecia, Spania și Portugalia.  